# Thiago Paulino
Thiago Paulino (Orlândia, 29 de dezembro de 1985) é um atleta paralímpico brasileiro da classe F57. Em 2017 Ganhou duas medalhas de ouro no campeonato mundial de atletismo. Em 2019 quebrou o recorde mundial do lançamento de peso e do lançamento do disco na classe F57. Também conquistou uma medalha de ouro nos Jogos Parapan-Americanos de 2019 em Lima e uma medalha de outro e uma de bronze nos Jogos Parapan-Americanos de 2015 em Toronto.